# Sint-Helenaheuvel
De Sint-Helenaheuvel of simpelweg Helenaheuvel is een heuvel in de gemeente Utrechtse Heuvelrug in de Nederlandse provincie Utrecht. De heuvel ligt ten noordoosten van Doorn en ten zuidwesten van Maarn en maakt deel uit van de stuwwal Utrechtse Heuvelrug. In het noordwesten liggen de Zonheuvel en de Maarnse Berg en in het zuidoosten ligt de Doornse Kaap.
De heuvel is ongeveer 40,3 meter hoog. Op de heuvel ligt theehuis 'Châlet St. Helenaheuvel'.

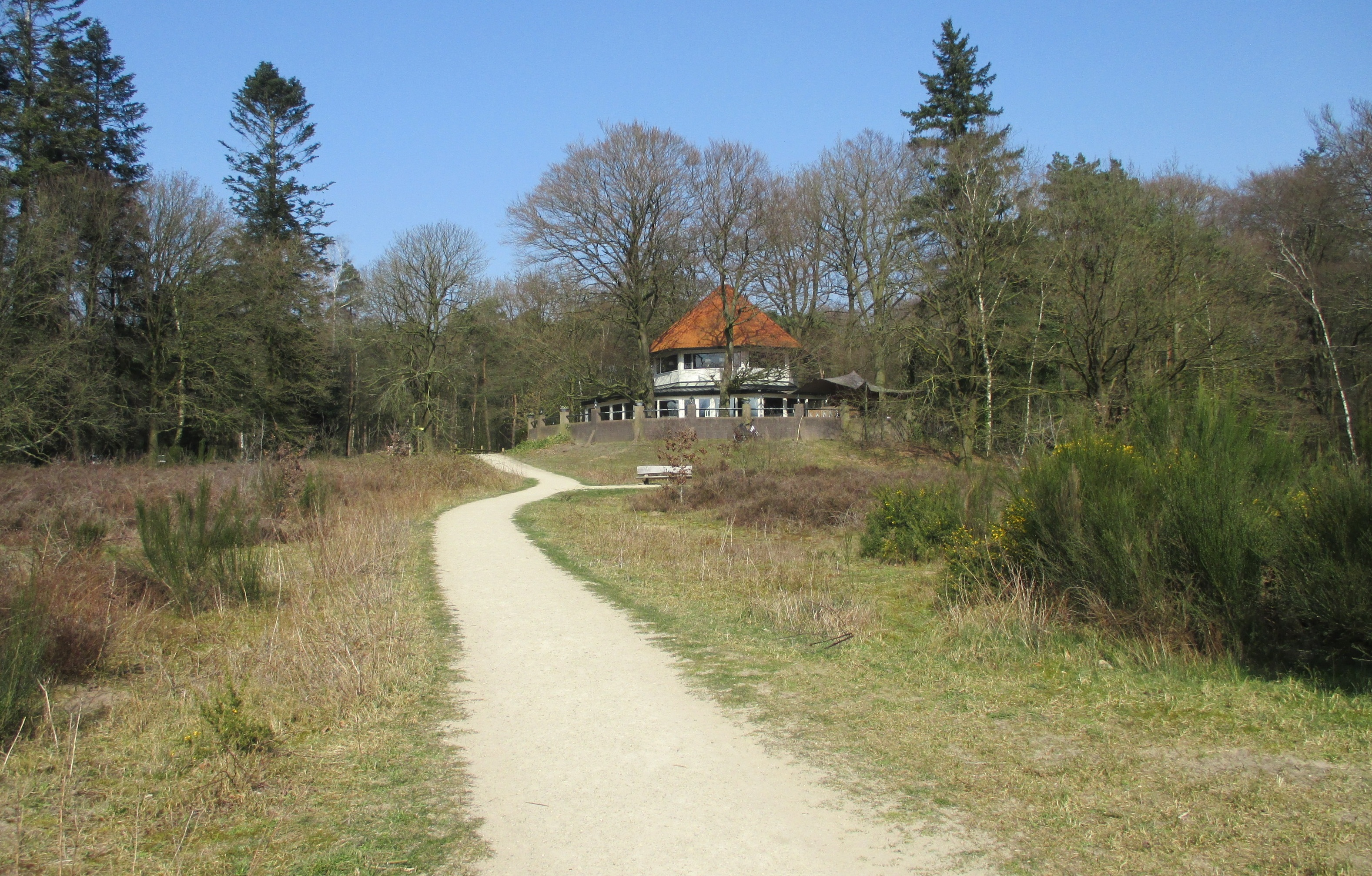
Helenaheuvel met theehuis 'Châlet St. Helenaheuvel'